# 茂福城
茂福城（もちぶくじょう）は、三重県四日市市富田地区茂福町里ノ内（伊勢国朝明郡（北勢地方））にあった日本の城。北勢四十八家・朝倉氏の居城。四日市市市指定史跡。

## 歴史
桓武平氏、平維茂の子孫の平貞冬が、15世紀初頭の1400年前後に越前国朝倉より茂福へ来て茂福城を築き、朝倉氏を名乗った。保々西城の朝倉備前守と同族の朝倉一族である。朝倉下野守が北勢四十八家として茂福氏と称した。
城跡は朝明川と海蔵川が形成した沖積平野に位置し、縄文時代～古代の里ノ内遺跡と同じ場所にある。
戦国時代の永禄年間（1560年）には、関氏を巻き込みつつ羽津城の田原氏と争い、神戸氏の援軍が富田浜に上陸して茂福合戦が起きた。
永禄10年（1567年）に、最後の城主・茂福掃部輔盈豊は、織田家の武将滝川一益に裏切りの不信をもたれて長島城へ誘い出され殺害された。城主を失った茂福城兵は滝川勢と激しく戦ったが攻め落とされた。滝川一益は目代として山口氏を置き、茂福地域を統治した 。この茂福氏滅亡の年代は永禄10年（1567年）説のほか、永禄11年（1568年）説、元亀二年（1571年）説がある。

## 遺構
近鉄名古屋線の線路脇に土壇状の高まりがあり、石碑が建立されている  。この土壇は主郭北西隅の土塁の一部で、主郭部は60メートル×65メートルの規模で、土塁と空堀が左右にあった。土塁以外の遺構は埋没し、現況では残存していることが分からないような状態である。
三重県道富田山城線道路の整備事業などにより、発掘調査が行われている。四日市市教育委員会や三重県埋蔵文化財センターが調査を担当し、 1977年（昭和52年）から2012年（平成24年）までの間に複数回実施されている。主郭を巡る堀が検出されている。

## 遺物
黒色粘土質土層から遺物が出土した。出土遺物は羽釜・壺形土器・山茶碗・下駄・中世の陶器・土師器・木製品・常滑焼などで、中世土師器は京都系と中勢地方と北勢地方の体部から口縁にかけてやや強いヨコナデが認められるものである。
土器・陶磁器類のほかに木製品もあり、長さ13.6センチメートル以上×幅5.4センチメートル以上×厚さ0.7センチメートルで、長辺の片方は尖っており、長径4センチメートルの孔が一箇所に突かれた、板状に加工されたものが出土した。

## 交通

### 鉄道
- JR関西本線 富田浜駅から徒歩で約10分。

### 自動車
- 東名阪自動車道 四日市東ICから三重県道64号上海老茂福線経由。
- 駐車場はなし。